# Style baroque russe

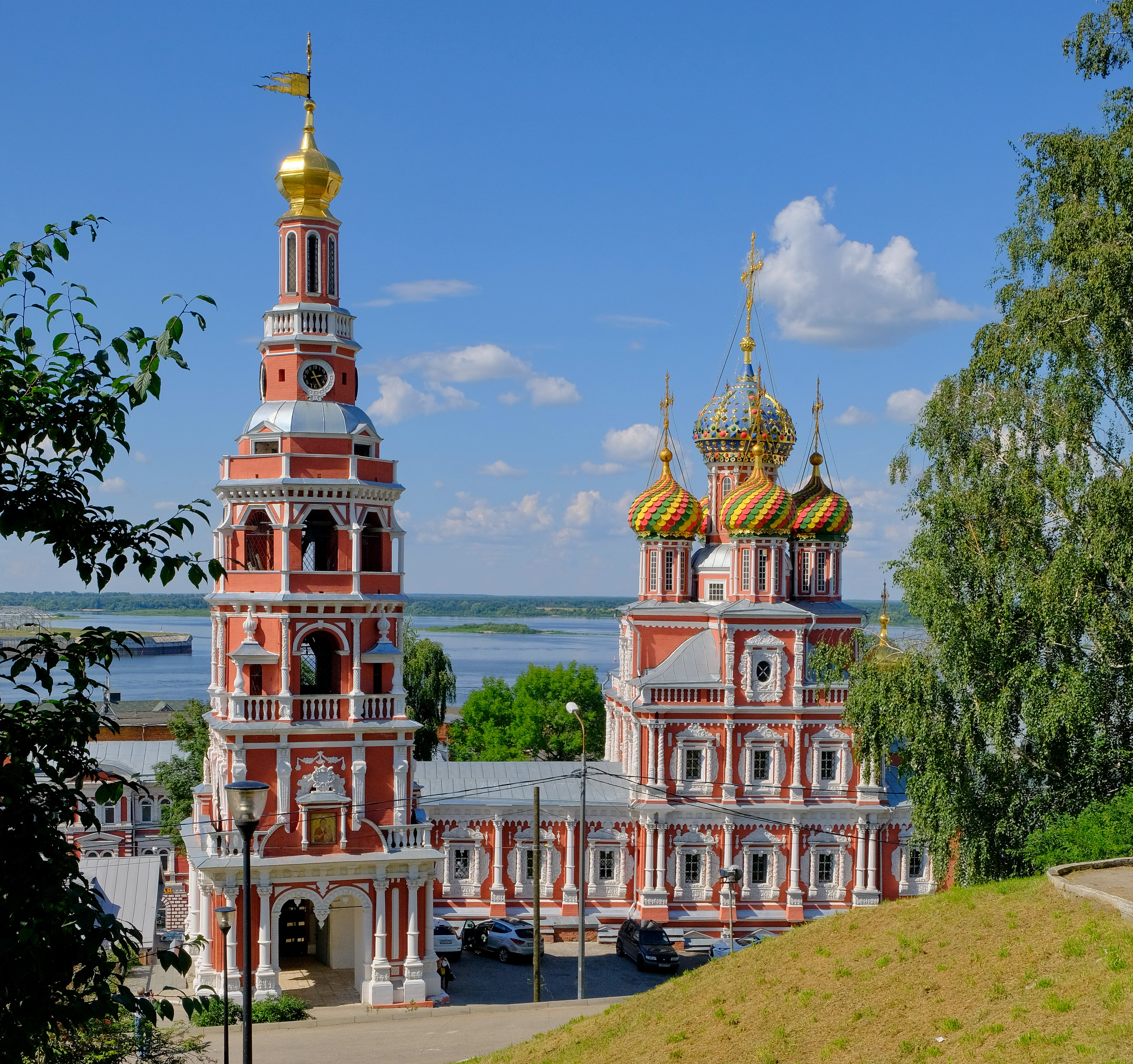
Ensemble de la Nativité de la Vierge de style baroque Stroganof à Nijni Novgorod

Le baroque russe désigne les différents styles baroques qui sont apparus en architecture, dans l'empire russe, à la fin du XVIIe siècle et au début du XVIIIe siècle:

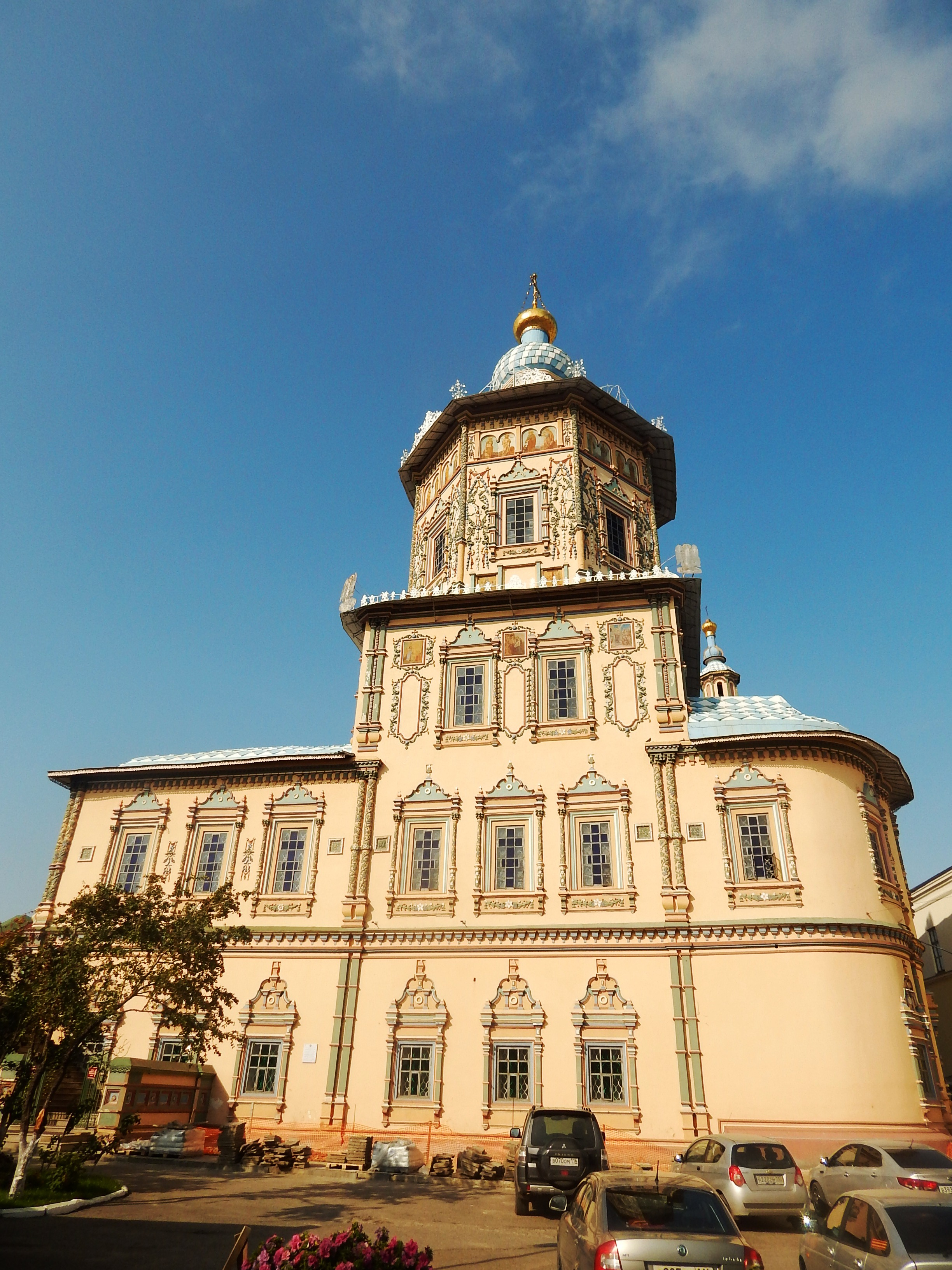
Église Saint-Pierre-et-Saint-Paul de Kazan exemple de baroque russe

## Distinctions

### Baroque moscovite
Le « baroque moscovite » (des années 1680 aux années 1700, appelé précédemment «Baroque Narychkine») est un style d'une époque de transition entre un style Renaissance simple revêtement décoratif de dessins à ramages et autres ornements , jusqu'au baroque accompli réalisé à partir de nombreux éléments de l'ancienne architecture russe, remaniés sous l'influence du baroque ukrainien. Ce dernier est appelé aussi « baroque Mazeppa » du nom de l'hetman des cosaques qui fit restaurer de nombreuses églises .

### Baroque Stroganov
Le « baroque Stroganov » est une version conservatrice et provinciale de baroque moscovite, que l'on retrouve surtout dans quatre édifices religieux de Nijni Novgorod et dans le Nord de la Russie.

### Baroque Golytsine

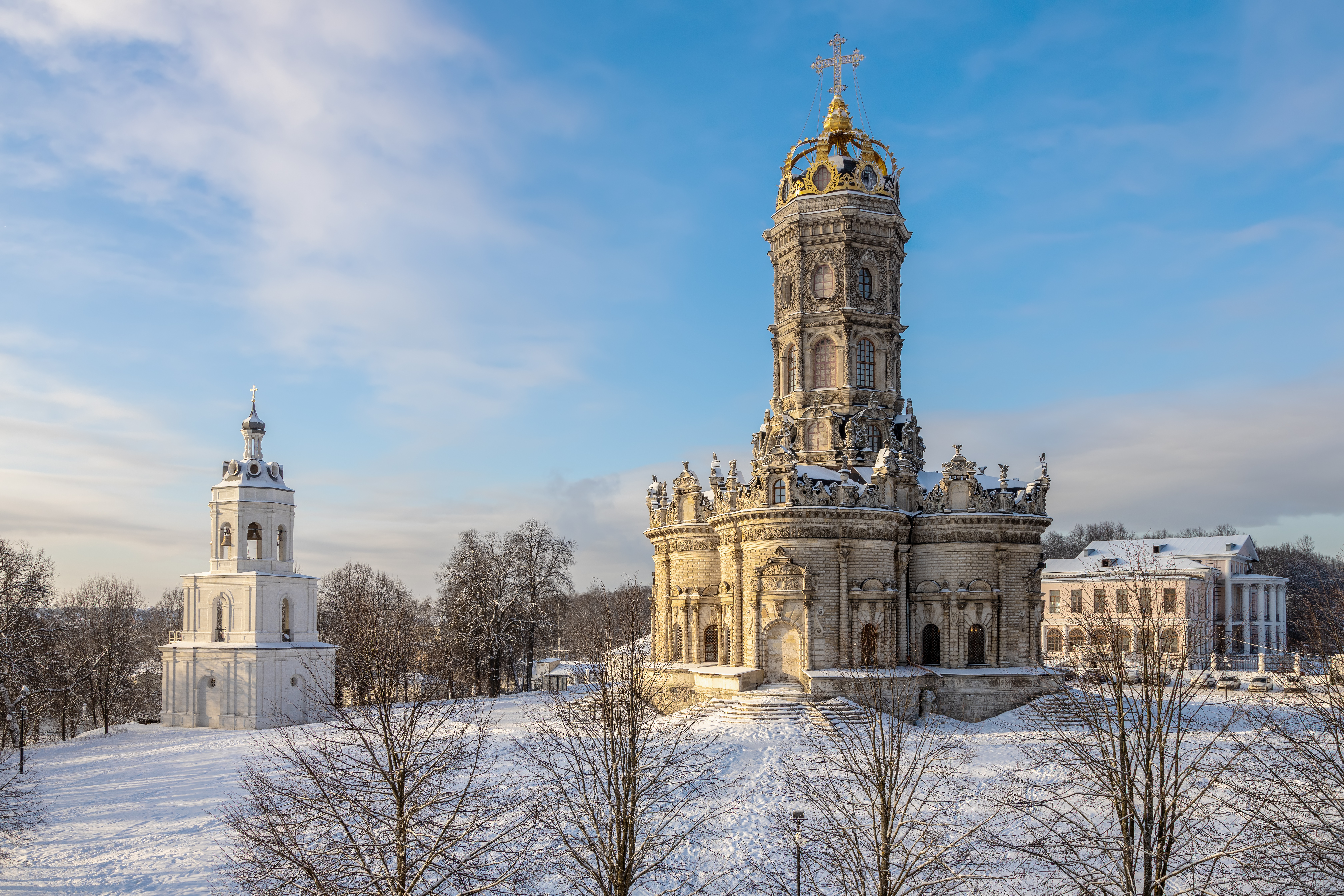
Église de l'Incarnation de Doubrovitsy

Le nom de ce style baroque est lié aux princes Golitzine qui firent construire entre 1690-1697 l'église et la demeure du domaine familial à Doubrovitsy aux environs de Moscou.
L'église du village de Doubrovitsy est un singulier édifice. L'église est recouverte, à l'intérieur comme à l'extérieur, de sculptures décoratives d'exécutions grossières. Cette tour-lanterne ciselée n'entre pas dans les normes du baroque moscovite. C'est plutôt une folie de boïar, une curiosité d'un féru d'occidentalisme. Le prince Vassili Golitsyne, qui commanda l'édifice, fit sans doute appel à des architectes étrangers. Pour Louis Réau, qui la compare à un gigantesque hochet d'ivoire, il n'y a rien de russe ni dans la forme ni dans la décoration de cette église . Selon Véra Traimond, son auteur n'est pas russe, comme le supposait Igor Grabar, mais plutôt suédois. Il s'agirait de l'architecte Nicodème Tessin le Jeune (1654-1728), familier de l'Italie, architecte du palais royal de Stockholm. Il est probable que les sculptures sont l'œuvre d'artistes suisses. Le style baroque Golitsyne prédomine ici et se caractérise par une architecture spécifique, très différente du style Narychkine, plus impersonnel.

### Baroque pétrovien
Le « baroque pétrovien » ou de Pierre le Grand (en russe : petrovskoye barocco) (des années 1700 aux années 1720) est le style de l'ensemble des architectes occidentaux invités par Pierre Ier le Grand pour la construction de sa nouvelle capitale de Saint-Pétersbourg.

### Baroque élisabéthain
Le « baroque élisabéthain » (des années 1730 aux années 1760) est un style hybride entre le baroque petrinien et le baroque moscovite mélangé d'éléments apportés par les architectes italiens. Ce sont les œuvres grandioses de Bartolomeo Rastrelli qui en sont les meilleures témoins.

## Baroque de Totma

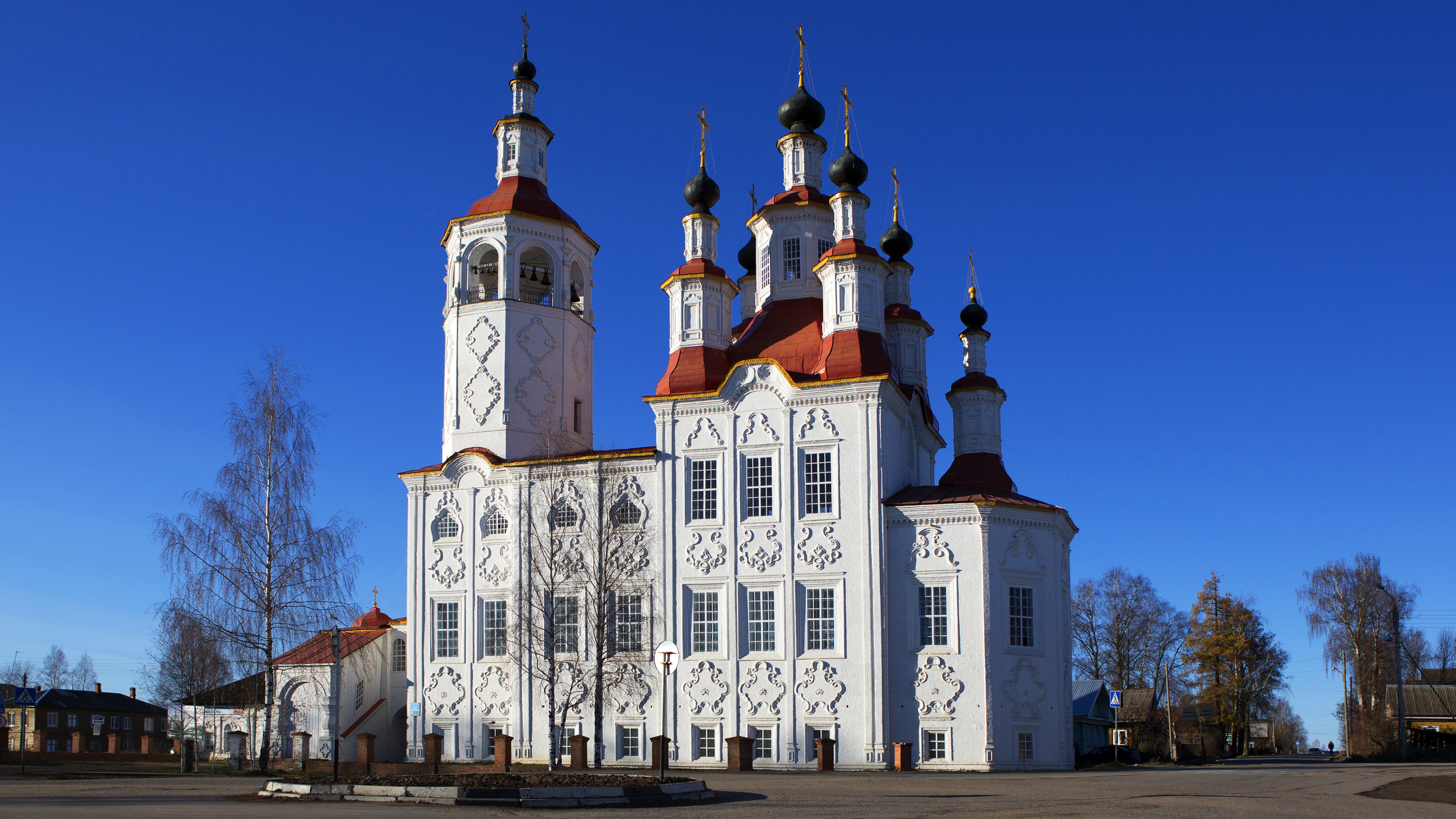
Église de l'Entrée du Christ à Jérusalem de Totma (Nord russe)

## Baroque sibérien

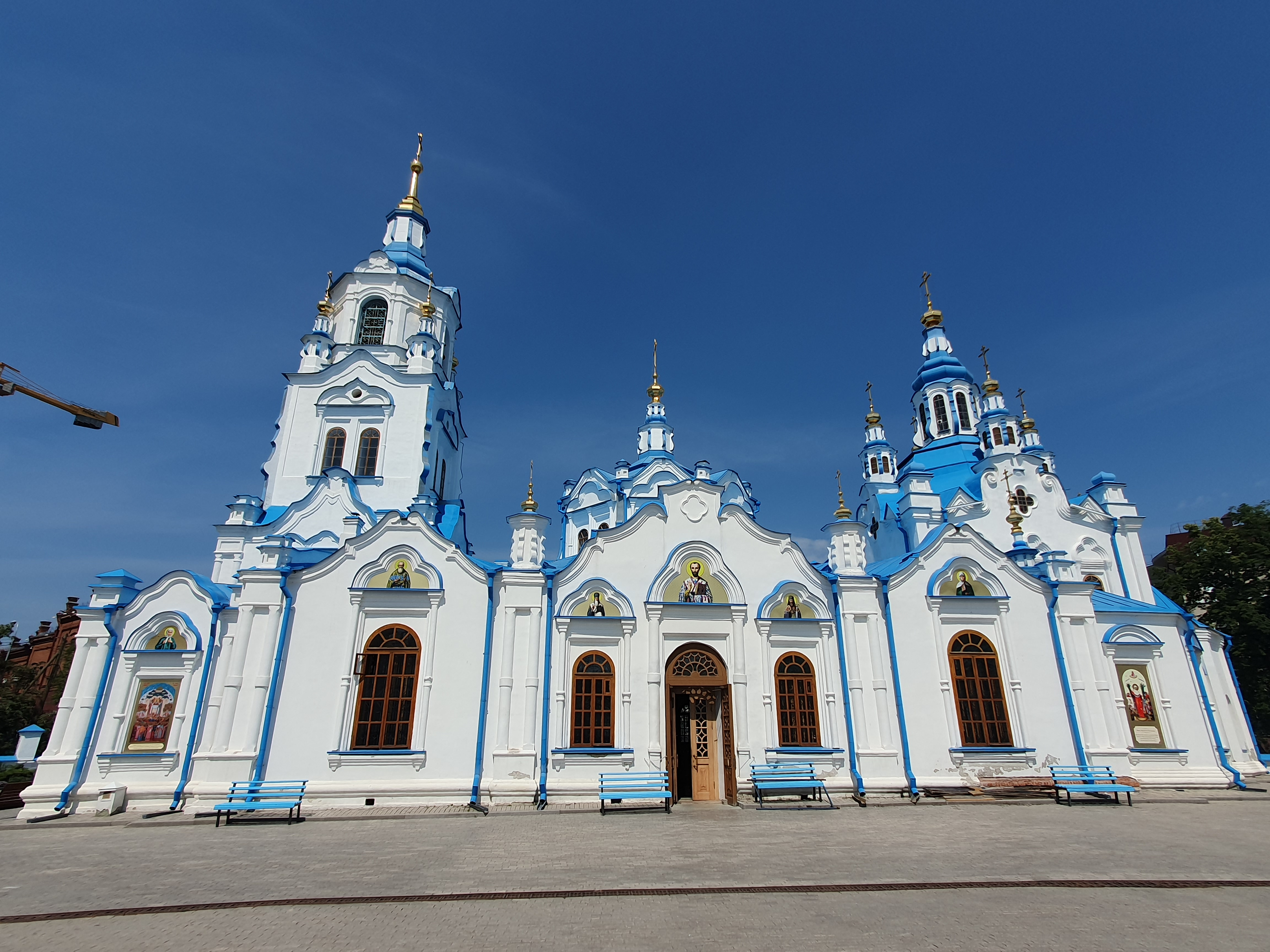
Cathédrale Notre-Dame du Signe de Tioumen (Sibérie)

Le « baroque sibérien » se distingue par la réunion des conceptions du baroque moscovite et de celles du baroque ukrainien avec des emprunts décoratifs de provenance orientale
Le baroque du nord et de l'est de la Russie se caractérise par une simplification des formes et une tendance à un entassement de volumes de plus en plus réduits. L'historien d'art russe Anri Kaptikov considère que l'on peut parler d'une école provinciale baroque typique à Totma, Veliki Oustioug, dans l'Oural et en Sibérie.

## Baroque ukrainien en Russie
À l'ouest de la Russie, certains édifices ont été détruits mais de nombreux exemples de « baroque polonais » ont été conservés : le château de Sebejе (1625), l'église du Sauveur à Troubtchevsk (1640), et encore de baroque ukrainien appelé aussi « baroque cosaque », caractéristique de l'Ukraine slobodienne : la cathédrale de la Naissance du Christ appelée aussi cathédrale Kazatski à Starodoub (1678), l'église de la Trinité à Belgorod (détruite), l'église aux quatre coupoles à Sevsk. Ces édifices sont situés, en général, près de la frontière avec l'Ukraine mais en Russie.

## Baroque biélorusse
Il existe encore d'autres variantes régionales telles le « baroque de Vilnius » ou « baroque sarmate » qui sont repris sous la mention « Baroque biélorusse ».

## Galerie

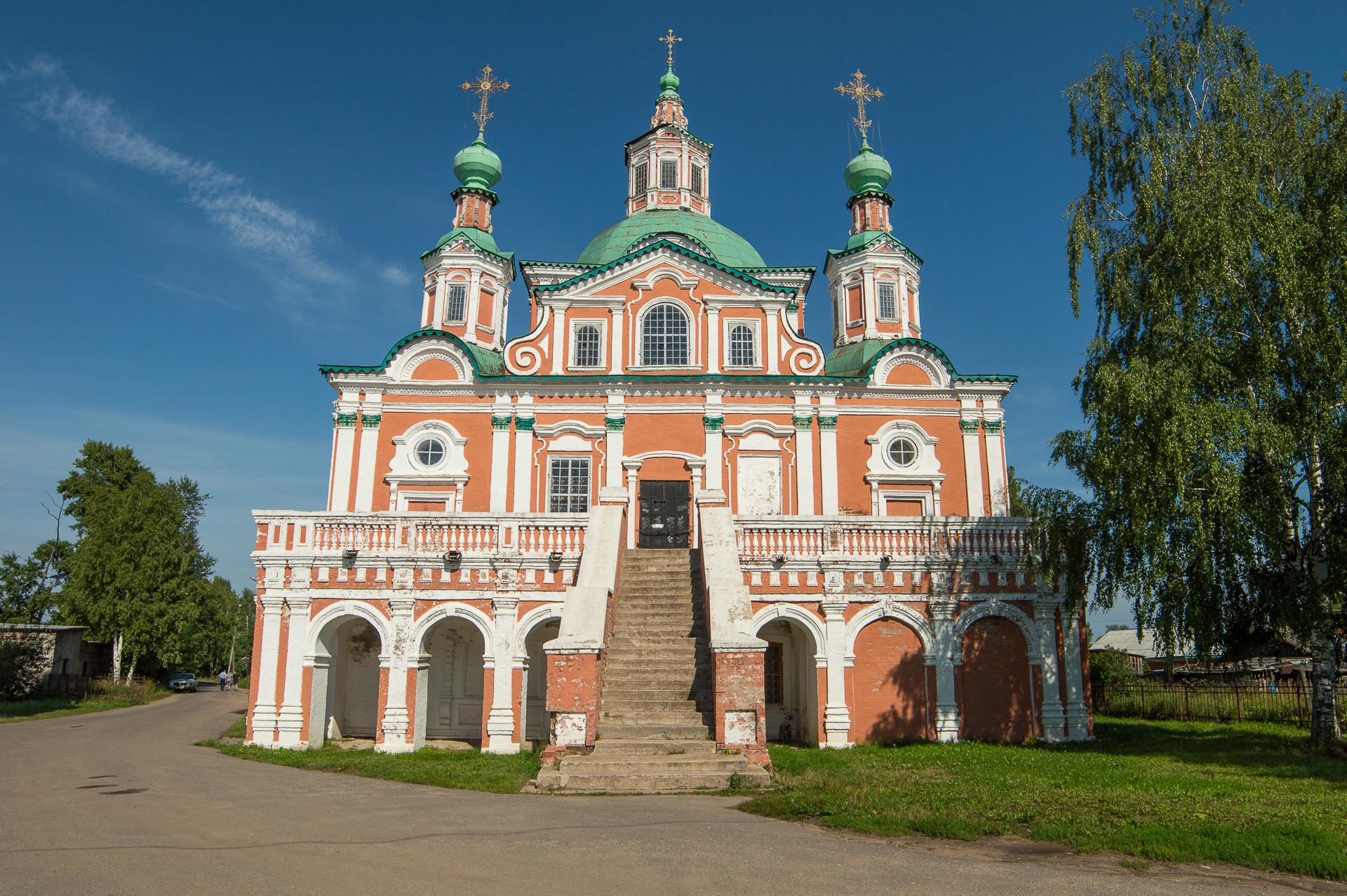
Église Siméon-le-Stylite (Veliki Oustioug) (Nord russe)
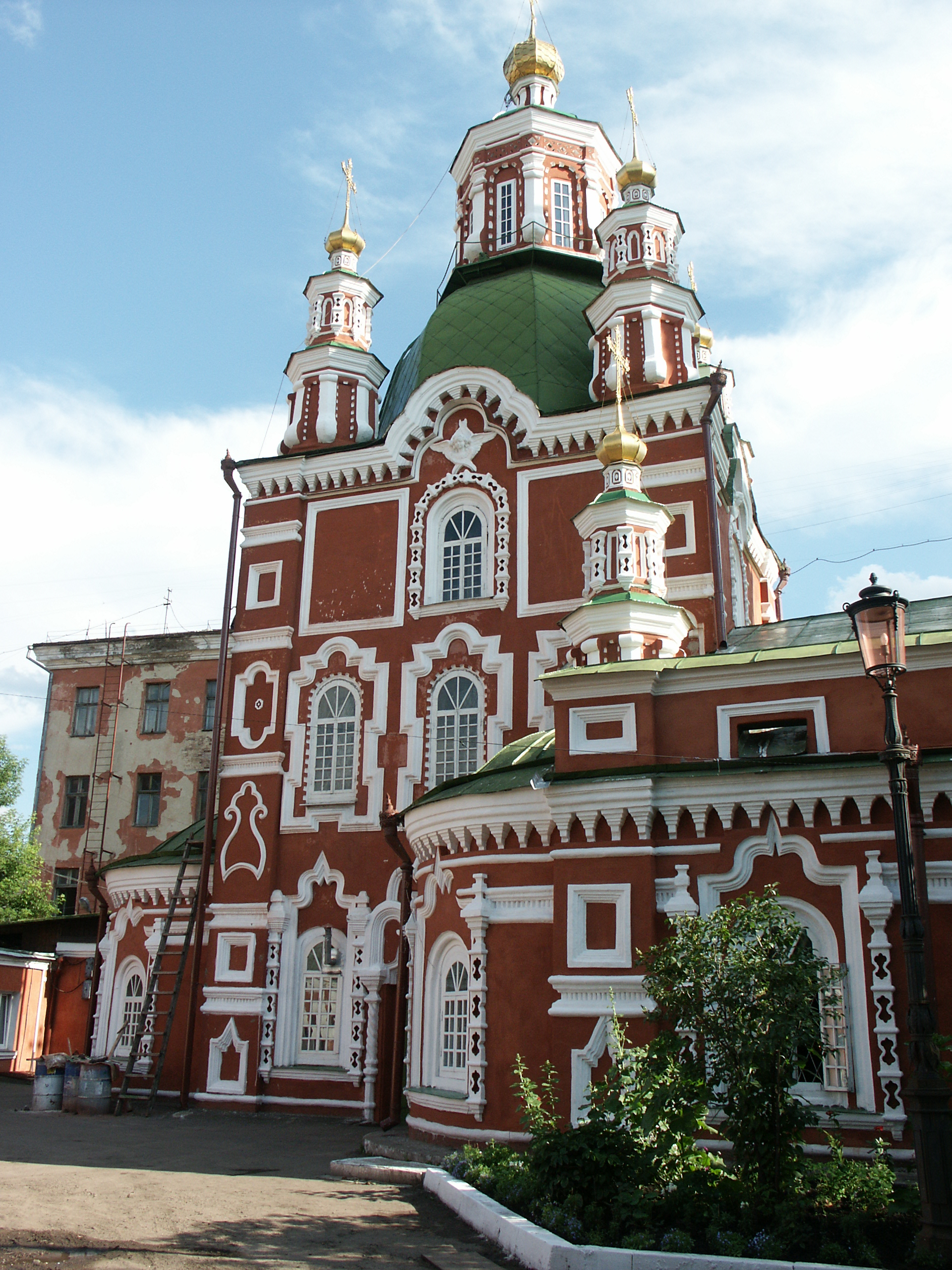
Cathédrale de l'Intercession de Krasnoïarsk (Sibérie).
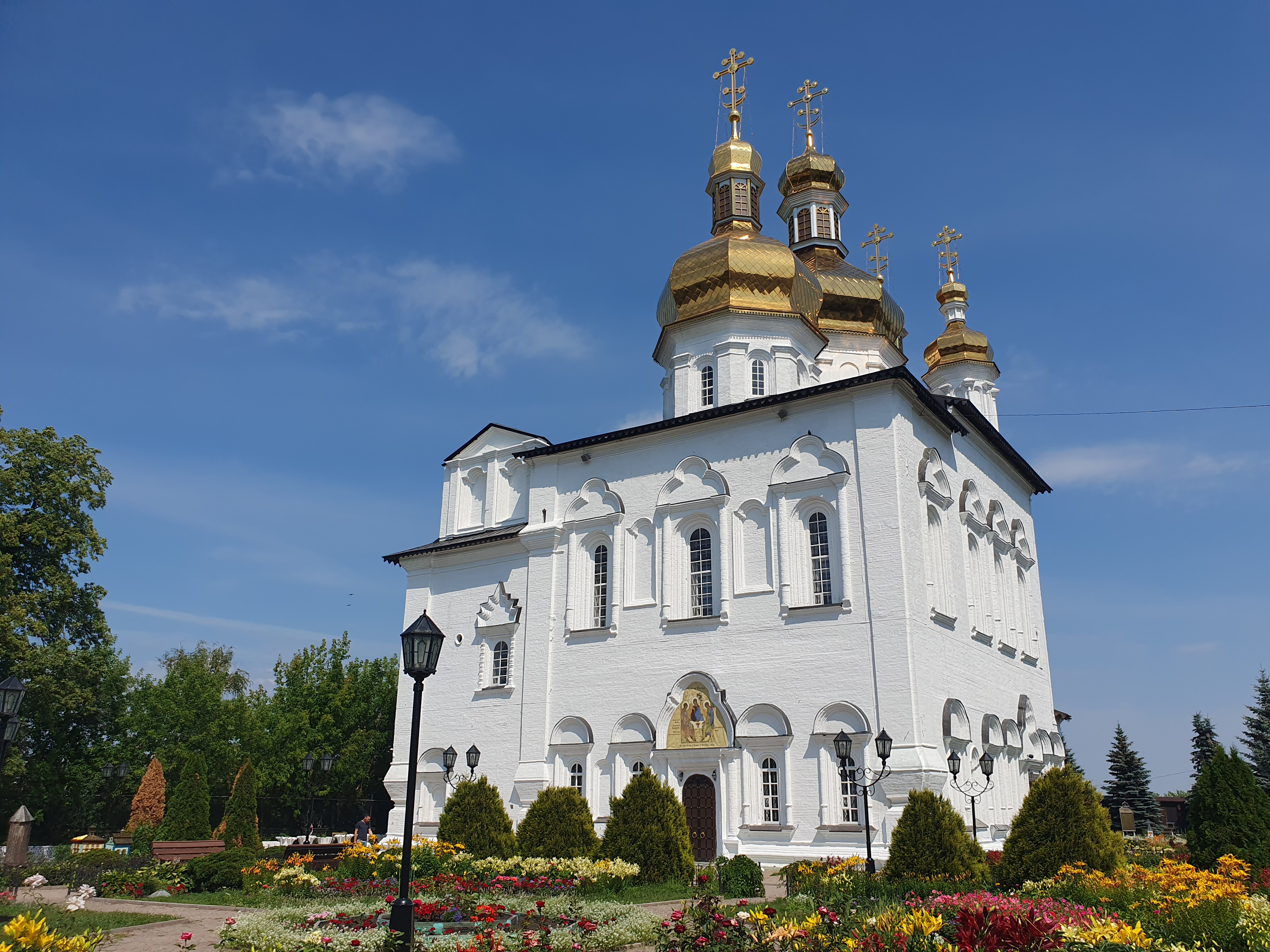
Monastère de la Sainte-Trinité de Tioumen (Sibérie).
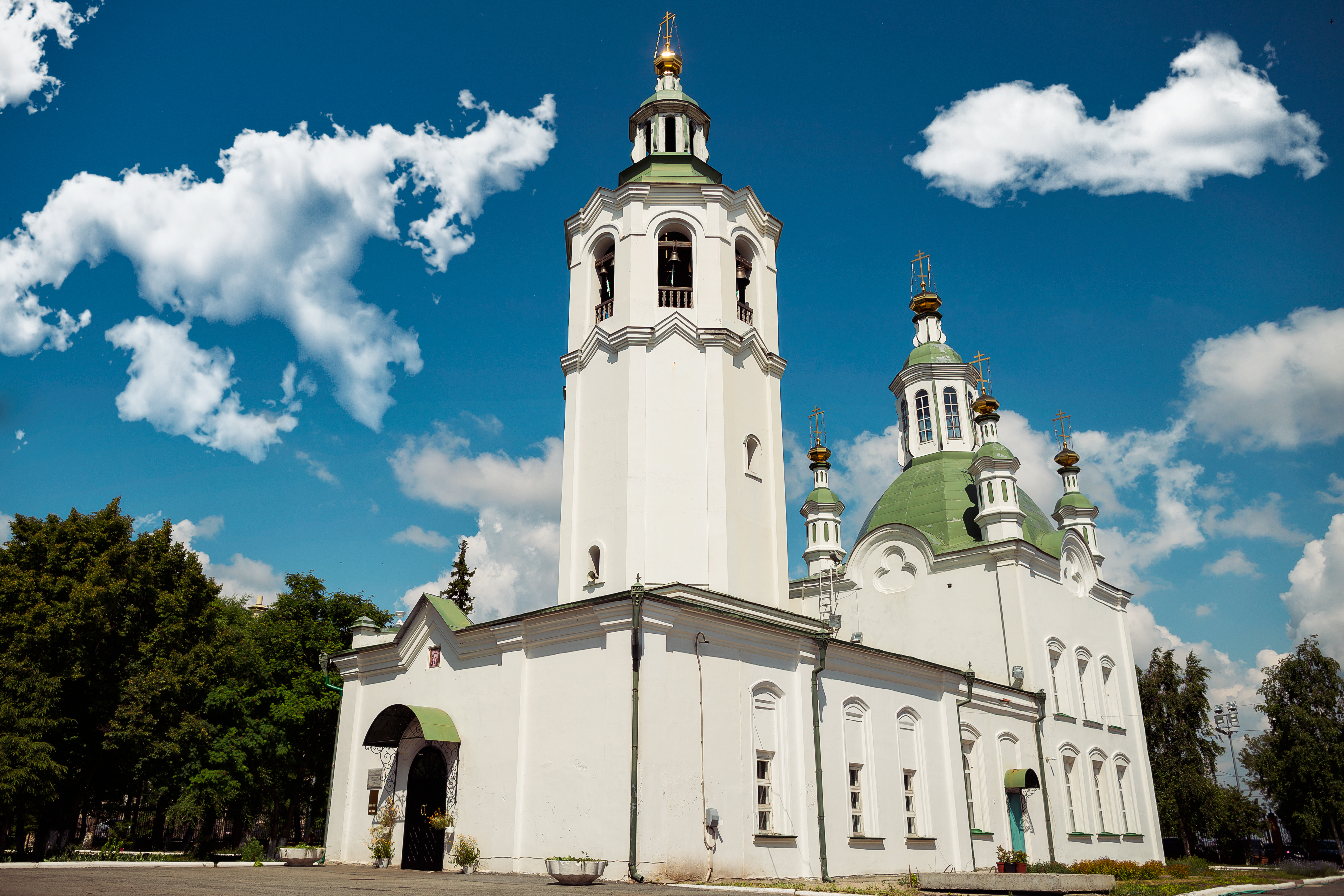
Église de l'Exaltation de la Croix de Tioumen (Sibérie).
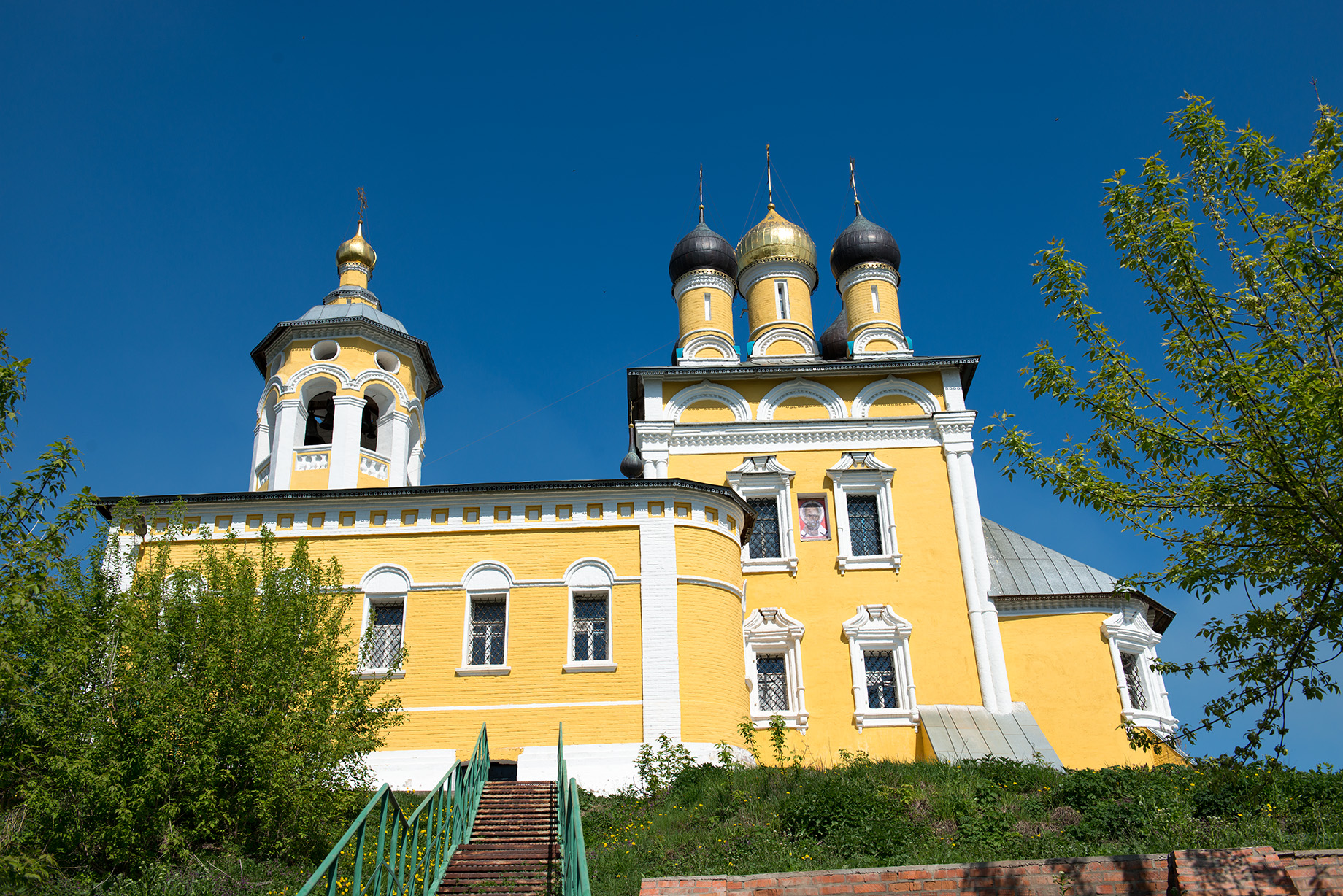
Église Saint-Nicolas-Naberejnaïa à Mourom (Centre russe)